# バンカーヒル記念塔

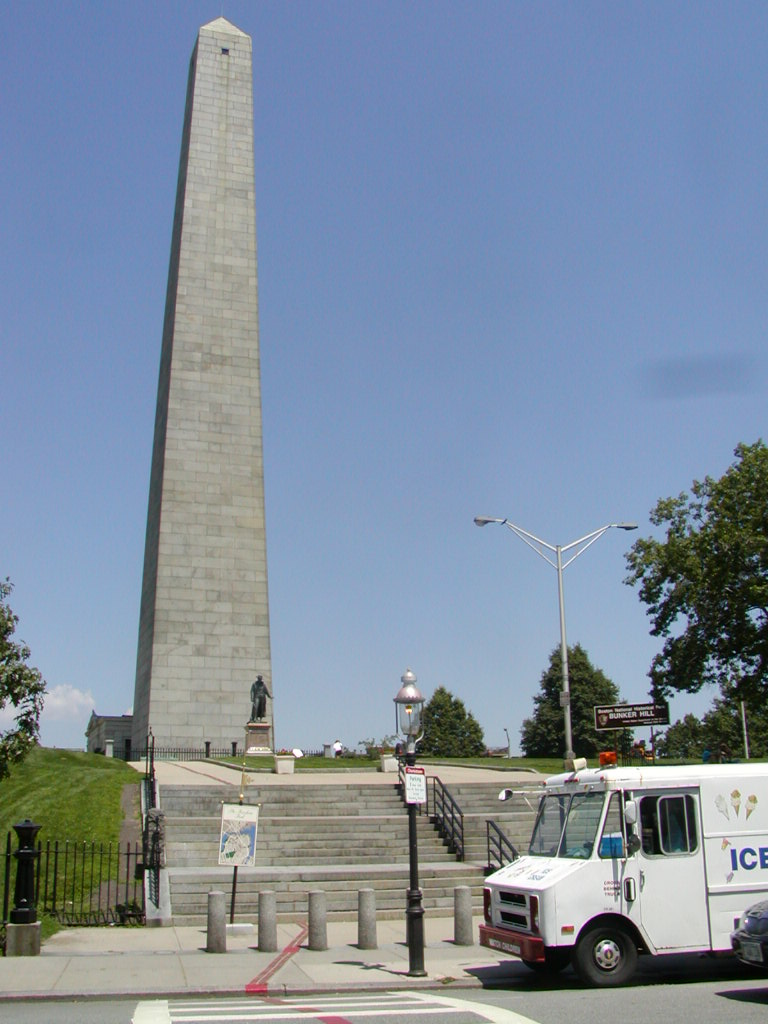
2001年8月現在のバンカーヒル記念塔

バンカーヒル記念塔（Bunker Hill Monument）は、アメリカ合衆国マサチューセッツ州ボストン市北東部、チャールズタウン地区に位置する記念塔。独立戦争における主な戦いのひとつであるバンカーヒルの戦いを記念し、1825年から17年の歳月を費やして建てられた同国最初のオベリスクである。

## 建物概要
バンカーヒル記念塔の高さは67m（221フィート）である。塔の内部には294段の階段があり、屋上まで上ることができる。建材の御影石は、近隣のクインシー市で採掘されたものであった。採掘された御影石を運んだ鉄道、グラニット鉄道は1826年10月9日に営業を開始した、アメリカ合衆国最初の鉄道であった。
塔の実際の位置はバンカーヒルではなく、実際の戦闘の大部分が行われた近隣のブリーズヒルである。塔を建設したバンカーヒル記念塔協会（Bunker Hill Monument Association）は一旦は戦場跡を広く買収したものの、塔を完成させる費用を調達するために塔を建てる場所を除いたほかの土地売却を余儀なくされた。
塔には展示館が隣接しており、バンカーヒルの戦いで戦死した将軍、ジョセフ・ウォーレンの像や、戦場を再現した模型が展示されている。また塔の前には、戦いにおけるもうひとりの英雄、ウィリアム・プレスコットの像が立っている。

## 歴史
この塔の建設を最初に提唱したのはボストンの弁護士、ウィリアム・ティックノアであった。ティックノアは軍人や大学教授が集まった朝食会でこの提案を行った。やがて1823年5月10日、この提案に関する公的な会議が行われ、参加者それぞれが5ドルずつを寄付した。同年6月7日にはバンカーヒル記念塔協会が設立され、資金調達が始まった。人類学者エイモス・ローレンスは協会に10,000ドルを寄付した。
1825年の春、協会はブリーズヒルの中腹に約61,000m²の土地を購入した。しかしその時点では、塔のデザインはまだ決まっていなかった。ダニエル・ウェブスターら5名でデザイン委員会が設置され、賞金100ドルで公募が行われた。50以上の応募があった中、最後に選ばれたのはソロモン・ウィラードがデザインしたオベリスクであった。ついに1825年6月17日、塔は着工となった。マリー＝ジョゼフ・ド・ラ・ファイエットが着工セレモニーを、ウェブスターがスピーチを行った。着工式の進行にあたったのはマサチューセッツ州のフリーメイソンであった。
塔の建設は資金難でたびたび中断された。1838年、建設資金を調達するため、協会がかつて購入した戦場跡の土地約46,000m²を売却しなければならなくなった。そのため、バンカーヒル記念塔を建てるための土地はブリーズヒルの頂上しか残らなくなってしまった。1842年7月23日、着工から17年の歳月を費やして建設された塔はついに完成した。翌1843年6月17日には塔が献納された。ここでもウェブスターがスピーチを行った。
塔の管理はバンカーヒル記念塔協会が行っていたが、1919年に塔はマサチューセッツ州の管理下に置かれることになった。1976年には、塔は国立公園局に移管され、ボストン国立歴史公園の一部となった。
また、バンカーヒル記念塔はフリーダムトレイルの終点であり、ボストンの観光名所のひとつとなっている。

## 住所
43 Monument Sq
Charlestown, MA 02129-3430
(617) 242-5641